# 天壇座V829
天壇座V829，又名CP-56 8098，HD 155341、SAO 244539、HR 6384，是天壇座的一颗恒星，视星等为6.09，位于銀經333.35，銀緯-10.48，其B1900.0坐标为赤經17h 5m 46.4s，赤緯-56° -10.48′ 4″。